# Die unglaubliche Geschichte des Mister C.
Die unglaubliche Geschichte des Mister C. (Originaltitel: The Incredible Shrinking Man), ein US-amerikanischer Science-Fiction-Film aus dem Jahr 1957, wurde von Jack Arnold in Schwarz-Weiß gedreht und zählt gemeinhin als der beste Film des Regisseurs. Als Vorlage diente der erstmals 1956 veröffentlichte Science-Fiction-Roman Die seltsame Geschichte des Mr. C. (Originaltitel The Incredible Shrinking Man) von Richard Matheson, der auch das Drehbuch verfasste.  Grant Williams ist in der Hauptrolle des schrumpfenden Scott Carey zu sehen.

## Handlung
Scott Carey unternimmt mit seiner Frau Louise einen Bootsausflug an der kalifornischen Küste. Während sie unter Deck weilt, durchfährt das Boot eine seltsame Wolke.
Nach ein paar Monaten fällt Scott auf, dass Veränderungen an ihm vorgehen: Er beginnt langsam zu schrumpfen, seine Kleidung passt nicht mehr. Die konsultierten Ärzte sind ratlos, Scotts Perspektive hoffnungslos. Zu der Größe eines Kindes geschrumpft, wird er zu einer nationalen Kuriosität. Mit seiner Statur schrumpft sein Selbstbewusstsein und seine emotionale Ausgeglichenheit, was sich in Spannungen in seiner Ehe auswirkt. Zur Ausübung seines Berufs unfähig, schreibt Scott an seiner Autobiographie, während sein Haus von Reportern belagert wird. Nur kurz kann eine kleinwüchsige Frau ihm neuen Lebensmut einflößen.
Kaum größer als ein Spielzeug, baut er sich ein Puppenhaus. Mit seiner Frau kann er nur noch schreiend kommunizieren und verfällt zunehmend in Agonie. Als Louise eines Tages unachtsam das Haus verlässt, kommt es zu einer für Scott fast tödlichen Verfolgung durch seine Katze. Auf der Flucht vor dem Tier stürzt er die Kellertreppe hinab und bleibt für seine Frau und seinen Bruder Charlie fortan verschollen, da sie vermutet, dass er von der Katze getötet worden ist. Nur einmal, als sie den Keller betritt, sieht Scott Louise noch: Doch mittlerweile ist er so klein, dass sie sein Schreien nicht mehr hören kann.
Unfähig, sich aus seinem Kellerverlies zu retten, arrangiert sich Scott mit seiner neuen Heimstatt, deren Dimensionen zusehends seine Möglichkeiten übersteigen. Auf sich allein gestellt findet er zu seiner Identität zurück und tötet bei dem Kampf um ein Stück altes Brot eine Spinne.
Nach und nach eröffnet sich für Scott, der nun bereits durch ein Fliegengitter zu schlüpfen vermag, eine neue Welt: der Mikrokosmos.

## Produktion und Hintergrund
An der Oberfläche ist Jack Arnolds Film nur ein Science-Fiction-Film, der mit überdimensionierten Bauten die Illusion der unaufhaltsamen Verkleinerung und der daraus resultierenden Bedrohungen darstellt. Jedoch bietet der Film, dem (mit übergroßen Sets und Travelling Mattes) in gewisser Weise Die Teufelspuppe von Tod Browning 1936 vorausgegangen war, weit mehr.
Die Ursache der Wolke auf See wird zwar nicht genannt, doch es erscheint offensichtlich, dass sie radioaktiver bzw. chemischer Natur ist. Aufgrund der Plötzlichkeit ihres Auftretens benutzt Arnold sie als Metapher für die Nutzung atomarer und chemischer Wissenschaft (durch die Regierung und das Militär), die sich der öffentlichen Kontrolle entzieht und über deren Einsatz bewusst keine Warnungen verbreitet werden. Die Macht über die Naturkräfte richtet sich gegen jene, die ihresgleichen mit dieser Macht beauftragt haben. Die wissenschaftlich-militärische Hörigkeit Hollywoods im Kalten Krieg zeigt allmählich Auflösungserscheinungen.
Wie in vielen SF-Filmen der 1950er bricht das Schicksal nahezu lautlos über den Durchschnittsamerikaner herein. Abweichend von seinen vorherigen Filmen kommt es Arnold jedoch nicht auf Schockeffekte an: Die Psychologie seines Protagonisten in einer für ihn buchstäblichen überdimensionalen Umwelt interessiert den Regisseur mehr als die publikumswirksameren Effekte. Katze und Spinne, tödliche Gefahren für den schrumpfenden, im Titel vornamenlosen Mister C. sind alles andere als Gefahren einer neuen Dimension: Mister C. gelangt trotz und mittels abnehmender Statur zu einem neuen Selbstverständnis, das nichts gemein hat mit dem langweiligen Leben des „all american boy“. Man möchte fast glauben, dass Mister C. in eine anarchische Welt vordringt, die ihm erst von seinen spießbürgerlichen, von Spott, Mitleid und Sensationsgier geleiteten Mitmenschen eröffnet wurde. Zudem ist die Familie nicht mehr Hort der Harmonie und Kontinuität: Das Einzige, das kontinuierlich bleibt, ist Scotts Entfernung von den Alltagssorgen und -ängsten. Selbst seine zunehmende Impotenz gegenüber Louise, die ihn mehr als Sohn denn als (Ehe-)Mann betrachtet, findet ihren Widerhall in der Bedrohung durch Katze und Spinne. Zu Beginn seiner Geschichte wähnt sich Scott als Patriarch, jedoch ist bereits hier seine Frau nicht bereit, sich ohne Gegenleistung zu fügen. Je kleiner Scott wird, desto größer wird das Matriarchat aus Louise-Katze-Spinne, desto größer wird die Bedrohung seiner Existenz, die für die ihm gewohnte Gesellschaft nur noch als Lachnummer oder Forschungsobjekt herhalten muss. Erst als Scott sich seiner Befähigung bewusst wird, verlässt er sein Haus und schreitet als Pionier in eine neue Zukunft, die nun mehr als je zuvor hoffnungsvoll und prophetisch vor ihm liegt.
Zitat: „The Infinitesimal and The Infinite. But I suddenly knew they were really the two ends of the same concept.“
„To God there is no Zero. I still exist.“
Die im Keller auf Scott Carey herunterprasselnden, riesengroßen Wassertropfen wurden mit Hilfe von Kondomen simuliert, die mit Wasser gefüllt wurden. Als die Produzenten nach Abschluss der Dreharbeiten die hohen Kosten für Verhütungsmittel monierten, antwortete Regisseur Arnold, die Dreharbeiten seien nun mal sehr anstrengend gewesen, und die Beteiligten hätten sich hinterher etwas Spaß gegönnt.
Der Film wurde in den USA am 22. Februar 1957 uraufgeführt und in der Bundesrepublik Deutschland am 31. Mai 1957.
Pedro Almodóvar baut den Film auf eigene Weise in seinem Werk Hable con ella von 2002 ein.

## Synchronisation
Die deutsche Synchronfassung entstand 1957 bei Arena Filmproduktion in München unter Synchronregie von Konrad P. Rohnstein, der zugleich das Dialogbuch verfasste.
| Rolle         | Schauspieler   | Dt. Synchronstimme |
| ------------- | -------------- | ------------------ |
| Scott Carey   | Grant Williams | Dietmar Schönherr  |
| Louise Carey  | Randy Stuart   | Eleonore Noelle    |
| Clarice       | April Kent     | Inge Schulz        |
| Charlie Carey | Paul Langton   | Peter Pasetti      |

## Auszeichnungen
Die filmgeschichtliche Bedeutung dieser Produktion wurde im Jahr 2009 durch ihre Aufnahme in das National Film Registry gewürdigt.

## Kritiken
- „Zweitklassige Trickaufnahmen, viele hilflose Phrasen, törichte Gesamtgestaltung.“ – Handbuch der katholischen Filmkritik[7]

- „(…) Liliputaneraspekte gaben dem Genre neue Impulse; überlegen-witziges Drehbuch von Richard Matheson (…).“ (Wertung: 3 Sterne = sehr gut) – Adolf Heinzlmeier und Berndt Schulz[8]

- „Mit besonderem Aufwand an originellen Tricks gedrehter reizvoller Abenteuerfilm der B-Kategorie, der heute zu den Klassikern des fantastischen Films zählt. In einigen Szenen eher von unfreiwilliger Komik, erweist sich die Fabel durchaus als plausibel und berührt streckenweise in ihren tragischen Akzenten.“ – „Lexikon des internationalen Films“[9]

- „Neben dem Inhalt tragen eine Reihe einfallsreicher filmischer Mittel zur verstörenden Wirkung von 'The Incredible Shrinking Man' bei. (…) Careys Kampf mit der Spinne (…) stellt in jeder Hinsicht den Höhepunkt des Films dar. Careys Konfrontation mit der Spinne ist purer Horror, präsentiert explizit, wie sie im Science-Fiction-Kino der 50er-Jahre ihresgleichen sucht. Dies gilt auch für die scharfen Konturen und die 'low-key'-Ausleuchtung.“ (Andreas Friedrich)[10]